# Roger Miremont
Pour les articles homonymes, voir Miremont.
Roger Miremont est un acteur français né le 3 juillet 1946 à Bordeaux.

## Biographie
Roger Miremont fait ses débuts dans le rôle de Molière dans le téléfilm Molière pour rire et pour pleurer de Marcel Camus (1973) et dans le rôle de Roger dans La Virée superbe (1974), suivi par À chacun son enfer d’André Cayatte et La Guerre des polices de Robin Davis. Il utilise, dans la première partie de sa carrière, le nom de scène de Roger Mirmont, avant de reprendre la véritable orthographe de son nom de famille.
En 1977–1978, au théâtre des Variétés, il joue dans une comédie musicale de Jean Poiret avec Jacqueline Maillan et Michel Roux, Féfé de Broadway, adaptation de la pièce Phèdre.
En 1977, il se marie avec Patti D'Arbanville, sa partenaire dans La Fille d’Amérique.
En 1982, il joue Coup de soleil aux côtés de Jacqueline Maillan où il apparaît entièrement nu à la grande surprise des spectateurs.
Claude Chabrol l’engage pour Le Sang des autres en 1984. En 1985, il rencontre Julie Jézéquel avec qui il a un fils, en 1986, Baptiste.
Dans les années 1990, il joue dans de nombreux téléfilms (Au bonheur des autres avec Claude Jade, Les Maîtresses de mon mari avec Marie-Christine Barrault). Il revient au cinéma en 2002 dans Choses secrètes de Jean-Claude Brisseau et en 2005 dans Peindre ou faire l’amour. À partir du 9 octobre 2007, il joue Molière imaginaire au théâtre des Mathurins.
Il est actuellement professeur d'art dramatique à l'Atelier Blanche Salant.

## Filmographie

### Cinéma

#### Longs métrages
- 1973 : La Virée superbe de Gérard Vergez
- 1975 : Attention les yeux ! de Gérard Pirès
- 1975 : L’Idole des jeunes d’Yvan Lagrange
- 1976 : À chacun son enfer d’André Cayatte
- 1977 : La Fille d'Amérique de David Newman
- 1977 : Les Petits Câlins de Jean-Marie Poiré
- 1977 : Le mille-pattes fait des claquettes de Jean Girault
- 1978 : Laisse-moi rêver de Robert Ménégoz
- 1979 : La Guerre des polices de Robin Davis
- 1979 : Bête, mais discipliné de Claude Zidi
- 1980 : Fais gaffe à la gaffe ! de Paul Boujenah
- 1980 : Asphalte de Denis Amar
- 1983 : Le Sang des autres de Claude Chabrol
- 1985 : Suivez mon regard de Jean Curtelin
- 1986 : Rue du départ de Tony Gatlif
- 1986 : Sarraounia de Med Hondo
- 1987 : Cœurs croisés de Stéphanie de Mareuil
- 1988 : Après la guerre de Jean-Loup Hubert
- 1990 : Le Grand Ruban (Truck) de Philippe Roussel
- 1993 : Les Patriotes d’Éric Rochant
- 1996 : Ultima hora de Laurence Maynard
- 1996 : Un homme est tombé dans la rue de Dominique Roulet
- 2001 : Choses secrètes de Jean-Claude Brisseau
- 2004 : Peindre ou faire l'amour d'Arnaud Larrieu et Jean-Marie Larrieu
- 2005 : L’Équilibre de la terreur de Jean-Martial Lefranc
- 2006 : Le Cœur des hommes 2 de Marc Esposito

#### Court métrage
- 2008 : La Plage blanche de Gilles Gleizes

### Télévision
- 1970 : Les Aventures de Zadig de Claude-Jean Bonnardot
- 1972 : Les Gens de Mogador de Robert Mazoyer, (Saga) : Un soldat
- 1972 : 4500 kilos d'or pur de Philippe Ducrest : le radio
- 1973 : Molière pour rire et pour pleurer de Marcel Camus, (feuilleton)
- 1977 : L'Enlèvement du régent - Le chevalier d'Harmental de Gérard Vergez
- 1979 : Histoires de voyous : Les Marloupins de Michel Berny
- 1980 : Minitrip de Pierre Joassin
- 1982 : Au théâtre ce soir : Un dîner intime d'Yves Chatelain, mise en scène Robert Manuel, réalisation Pierre Sabbagh, Théâtre Marigny
- 1989 : Imogène, épisode : Ne vous fâchez pas, Imogène
- 1989 : Mano rubata (téléfilm) d'Alberto Lattuada
- 1991 : Billy de Marcel Bluwal
- 1991 : Stirn et Stern de Peter Kassovitz
- 1993 : Julie Lescaut, épisode : Harcèlements
- 1995 : Lulu roi de France de Bernard Uzan
- 1995 : Les Maîtresses de mon mari de Christiane Lehérissey
- 1995 : La Femme piégée de Frédéric Compain
- 1996 : L'instit, épisode 4-02, Le Réveil, de Pierre Koralnik : Peltier
- 1996 : La Peau du chat de Jacques Otmezguine
- 1996 : Combats de femme (TV Series) - épisode : Un monde meilleur  de Laurent Dussaux
- 1996 : Docteur Sylvestre, épisode Silence... hôpital
- 1997 : La Rumeur d'Étienne Périer
- 1997 : Des mouettes dans la tête de Bernard Malaterre
- 1997 : Un homme de Robert Mazoyer
- 1997 : Paloma de Marianne Lamour
- 1997 : La Vie à trois de Christiane Lehérissey
- 1998-1999 : Au cœur de la loi (série)
- 1998 : Maintenant et pour toujours de Daniel Vigne et Joël Santoni
- 1998 : Qui mange qui ? de Dominique Tabuteau
- 1999 : Cap des Pins (série)
- 2000 : Une femme d'honneur, épisode : La Femme battue
- 2000 : Boulevard du Palais, épisode La Jeune Morte
- 2003 : Nestor Burma, épisode : Maquereaux aux vingt planques
- 2004 : Mon vrai père de Dominique Ladoge
- 2004 : Table rase d'Étienne Périer
- 2006 : Marion Jourdan, épisode : Tueur de flics
- 2011 : Louis XVI, l'homme qui ne voulait pas être roi de Thierry Binisti
- 2012 : Section de recherches, épisode : Les Mailles du filet

## Théâtre

### Comédien
- 1971 : Les P’tites Femmes de Broadway de George Haimsohn et Robin Miller, mise en scène Michel Vocoret, Théâtre des Nouveautés
- 1971 : Oh ! Calcutta mise en scène Philippe Khorsand, Élysée Montmartre
- 1974 : Comment harponner le requin ? de Victor Haïm, mise en scène Régis Santon, Théâtre Essaïon
- 1975 : The Rocky Horror Show de Richard O’Brien, mise en scène Pierre Spivakoff, Théâtre de la Porte-Saint-Martin
- 1975 : Dieu le veut de Jean-Michel Ribes, mise en scène de l’auteur, Festival d’Avignon
- 1975 : Mayflower de Guy Bontempelli et Éric Charden, Théâtre de la Porte-Saint-Martin
- 1977 : Féfé de Broadway de Jean Poiret, mise en scène Pierre Mondy, Théâtre des Variétés
- 1978 : On vous écrira écrit et interprété avec Mario d’Alba, mise en scène François Cluzet, Théâtre des 400 Coups
- 1980 : Le Garçon d’appartement de Gérard Lauzier, mise en scène Daniel Auteuil, Petit Marigny
- 1981 : Les Aventures de Georges Larrere écrit et interprété avec Mario d’Alba, mise en scène Féodor Atkine, Comédie de Paris
- 1982 : Coup de soleil de Marcel Mithois, mise en scène Jacques Rosny, Théâtre Antoine
- 1985 : Les Nuits et les Jours de Pierre Laville, mise en scène Catherine Dasté et Daniel Berlioux, Théâtre 14 Jean-Marie Serreau
- 1985 : Jeune couple de Pascal Arnold, Espace Gaïté
- 1989 : Et les chiens se taisaient d’Aimé Césaire, lecture, Festival d’Avignon
- 1989 : La Célestine de Fernando de Rojas, mise en scène Antoine Vitez, Festival d’Avignon, Comédie-Française au Théâtre national de l’Odéon
- 1990 : La Nonna de Roberto Cossa, mise en scène Jorge Lavelli, Théâtre national de la Colline
- 1990 : Don Juan de Molière, mise en scène François Joxe, Festival de Gavarnie
- 1991 : L’Étourdi ou les Contretemps de Molière, mise en scène Françoise Seigner, Théâtre Mouffetard, Théâtre des Célestins
- 1991 : Les Fourberies de Scapin de Molière, mise en scène Jean-Pierre Vincent, Théâtre Mogador
- 1992 : Un homme pressé de Bernard Chartreux, mise en scène Jean-Pierre Vincent, Théâtre Nanterre-Amandiers
- 1992 : Brûlez tout de Lanford Wilson, mise en scène Stéphan Meldegg, Théâtre La Bruyère
- 1993 : Les Passions de Germaine Staël de Germaine de Staël, mise en scène Pierre Franck, Théâtre de l'Atelier
- 1993 : La Peau des autres de Jordan Plevnes, mise en scène Jacques Seiler, Théâtre Silvia Monfort
- 1994 : Gustave n’est pas moderne d’Armando Llamas, mise en scène Philippe Adrien, Théâtre de la Tempête, Théâtre national de la Colline
- 1994 : Entrée de secours de Gérald Aubert, mise en scène Michel Fagadau, Studio des Champs-Elysées
- 1995 : Bal à Wiepersdorf d’Ivane Daoudi, lecture, Festival d’Avignon
- 1996 : Arloc de Serge Kribus, mise en scène Jorge Lavelli, Théâtre national de la Colline
- 2000 : T.D.M. 3 (théâtre du mépris 3) de Didier-Georges Gabily, mise en scène Aurélien Recoing, Gare au Théâtre Vitry-sur-Seine
- 2000 : L’Appart de David Clair, mise en scène Guy Gravis, Théâtre de Boulogne-Billancourt, tournée
- 2002 : Torito II de Jacques Probst, mise en scène Christian Benedetti, Théâtre-Studio Alfortville, Ciné 13 Théâtre
- 2002 : Retour de Madison d’Éric Assous, mise en scène de l’auteur, Festival Off d’Avignon
- 2002 : Pour en découdre de Marc Michel Georges, mise en scène John Pepper, Ciné 13 Théâtre
- 2003 : Retour de Madison d'Éric Assous, mise en scène de l’auteur, La Comédie de la Passerelle
- 2003 : De vrais amis de Serge Adam, mise en scène Jacques Connort, Théâtre Déjazet
- 2004 : Folle Amanda de Pierre Barillet et Jean-Pierre Grédy, mise en scène Bouchide Castro
- 2005 : Love ! Valour ! Compassion ! de Terrence McNally, mise en scène Jean-Pierre Dravel et Olivier Macé, Théâtre de la Porte-Saint-Martin
- 2005 : Éclats de famille, mise en scène Thierry Atlan, Stefan Godin, Claire-Marie Magen, Théâtre de la Tempête
- 2005 : C’est jamais facile de Jean Claude Islert, mise en scène Jean-Luc Moreau, Théâtre Michel
- 2007 : Le Molière imaginaire de Jean-Michel Bériat et Yvan Varco, mise en scène Roger Louret, Théâtre des Mathurins
- 2007 : L’Architecte de David Greig, mise en scène Matthew Jocelyn, Théâtre de la Manufacture
- 2010 : La Règle de trois de Bruno Druart, mise en scène Jean-Pierre Dravel et Olivier Macé
- 2010 : Je voudrais remercier tous ceux sans qui… de Roger Miremont, mise en scène Vincent Auvet, Théâtre des Amants, Festival Off d’Avignon
- 2012 : Célibats sur cour, de Jean-Marie Chevret, mise en scène Jean-Pierre Dravel et Olivier Macé, tournée
- 2012 : La Pitié dangereuse de Stefan Zweig, mise en scène Stéphane Olivié Bisson, Festival de Sarlat
- 2014 : Le Monde du sexe d'Henry Miller, mise en scène Thierry Atlan, Théâtre du Lucernaire
- 2018 : Albert le chien d'Eric Herbette, mise en scène Vincent Auvet, Théâtre Darius Milhaud
- 2022-2023 : Amok de Stefan Zweig, direction artistique Sarah-Jane Sauvegrain, Théâtre Darius Milhaud

### Metteur en scène
- 1998 : Flip ! de Tom Roney, théâtre Fontaine

## Distinctions

### Nomination
- 1990 : nommé au Molière du comédien dans un second rôle pour La Célestine.